# لیوینگ شانگری-لا
لیوینگ شانگری-لا (به انگلیسی: Living Shangri-La) یک آسمان‌خراش چندگانه در ونکوور، بریتیش کلمبیا، کانادا است که بلندترین در شهر ونکوور و استان بریتیش کلمبیا می‌باشد. این برج ۶۲ طبقه‌ای شامل یک هتل پنج ستاره، اداره، طبقات مسکونی، چشمه آب معدنی، گالری هنر ونکوور، تعدادی مغازه و باغ مجسمه‌سازی عمومی می‌شود. ارتفاع کل ۲۰۱٫۲ متر (۶۶۰ فوت) است و یک باغ سایبان خصوصی در طبقه ۶۱ وجود دارد. این سومین ساختمان بلند در کانادا است.

## هتل
هتل شانگری-لا ونکوور یک هتل مجلل و کامل است که بخشی از ساختمان است. این هتل بخشی از مجموعه هتل‌های زنجیره‌ای شانگری-لا و نخستین هتل این مجموعه در آمریکای شمالی می‌باشد. هتل شامل ۱۵ طبقه و ۱۱۹ اتاق (از جمله سوئیت ریاست جمهوری در طبقه ۱۵) می‌باشد.

## مسکونی
لیوینگ شانگری-لا همچنین شامل ۳۰۷ واحد مسکونی است که در طبقه ۱۶ تا ۴۳ و ۶۳ واحد مسکونی خصوصی در طبقه ۴۴-۶۰ با سه پنت هاوس در طبقه ۶۱ قرار دارد. واحدهای مسکونی از ورودی در خیابان ۱۱۲۸ جورجیای غربی و ۱۱۱۱ خیابان آلبرنی قابل دسترسی است.

## نگارخانه

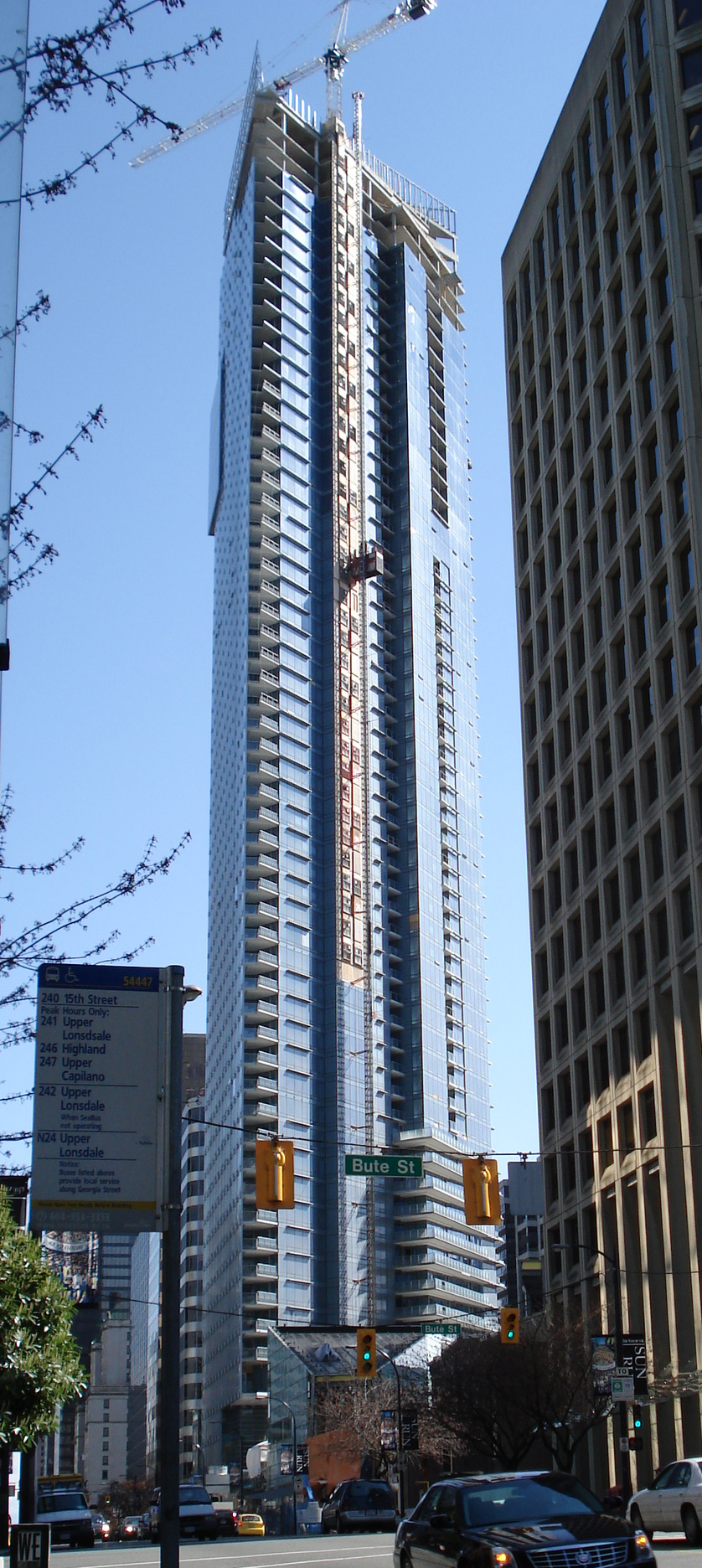
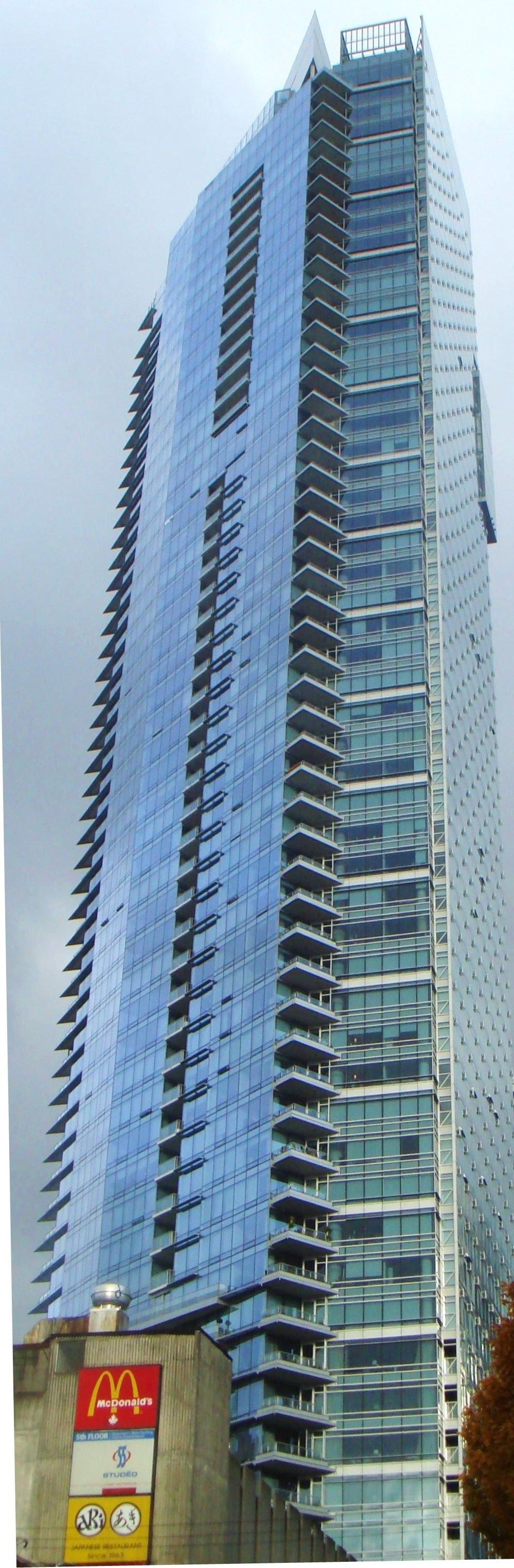